# Stazione di Ōsaka-Abenobashi

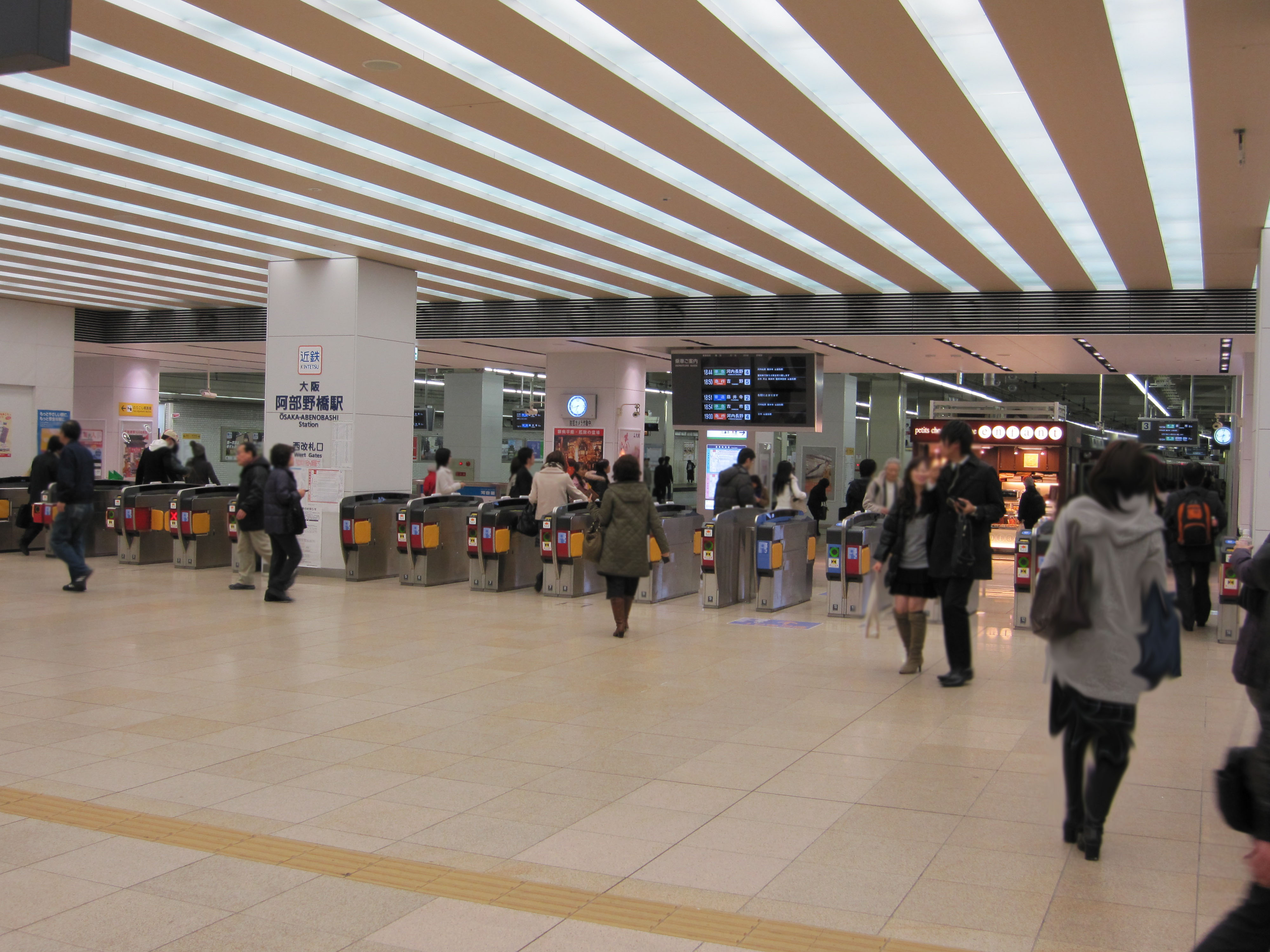
Aspetto dell'interno

La stazione di Ōsaka-Abenobashi (大阪阿部野橋駅?, Ōsaka-Abenobashi-eki) è una stazione utilizzata dai treni delle Ferrovie Kintetsu situata nel quartiere di Abeno. Qui arrivano e partono treni diretti per la parte sud di Osaka attraverso la linea Kintetsu Minami-Ōsaka. Presso la vicina stazione di Tennōji è possibile interscambiare con le linee JR e metropolitane di Osaka. Insieme, queste due stazioni costituiscono il principale terminal dell'area meridionale di Osaka.

## Linee
Ferrovie Kintetsu
■ Linea Kintetsu Minami-Ōsaka

### Altre linee presenti in zona
Linee JR West presso la stazione di Tennōji:
■ Linea Yamatoji
■ Linea Circolare di Ōsaka
■ Linea Hanwa
Presso la stazione di Tennōji della metropolitana di Osaka:
 Linea Midōsuji
 Linea Tanimachi
Presso la stazione di Tennōji-ekimae:
Linea Uemachi (tram di Osaka)

## Struttura
La stazione è di testa e possiede 5 binari tronchi con 6 marciapiedi totali situati in superficie. Sono presenti diversi accessi all'area binari: uno di fronte ad essi sul lato ovest; uno centrale sotterraneo, all'interno dei grandi magazzini Kintetsu; tre lungo il corridoio di collegamento sotterraneo nord-sud.
Linea Minami-Ōsaka per Fujiidera, Dōmyōji, Furuichi, Shakudo. Kashiwarajingū-mae, Yoshino e Kawachi-Nagano
|     | Discesa dal binario 1                            | |
| 1-2 | ■ Locali                                         | (in uso dalle 6 alle 24)                                                                            |
|     | Discesa binari 2 e 3                             | |
| 3-4 | Principalmente ■ espressi e ■ semiespressi       | (il sabato e festivi in uso anche dagli espressi sezionali; dalle 5 alle 24 usato anche dai locali) |
|     | Discesa dal binario 4                            | |
| 5   | ■ espressi e ■ espressi sezionali (Ora di punta) | (raramente usati anche dai semiespressi; a volte usato per la discesa dal binario 6)                |
| 6   | □ Espressi limitati                              | (anche discesa dal binario 5)                                                                       |

## Dintorni
A partire dall'8 agosto 2007 erano in corso i lavori di ricostruzione del terminal di Abenobashi, e il 7 marzo 2014 è stato completato il più alto edificio del Giappone, Abeno Harukas, di 300 metri di altezza e 60 piani, superando la Yokohama Landmark Tower di Yokohama, che deteneva il record di altezza precedente.

## Stazioni adiacenti
| «                           | Servizio                    | »                           |
| Linea Kintetsu Minami-Osaka | Linea Kintetsu Minami-Osaka | Linea Kintetsu Minami-Osaka |
| --------------------------- | --------------------------- | --------------------------- |
| Capolinea                   | Locale                      | Koboreguchi                 |
| Capolinea                   | Semiespresso                | Kawachi-Matsubara           |
| Capolinea                   | Espresso sezionale          | Furuichi                    |
| Capolinea                   | Espresso                    | Furuichi                    |